# 豊中市立北条小学校
豊中市立北条小学校（とよなかしりつ きたじょうしょうがっこう）は、大阪府豊中市北条町二丁目にある公立小学校。
豊中市立小曽根小学校の学校規模が過大になったため、同校から分離する形で、豊中市で35番目の小学校として1975年に創立した。服部緑地南側の住宅地を校区としている。

## 沿革
- 1973年12月19日 - 豊中市立小曽根小学校の分離校・市立第35小学校（仮称）の設置が、豊中市議会で議決される。
- 1974年8月1日 - 建設工事に着工。
- 1974年12月20日 - 校名が「豊中市立北条小学校」と決定する。
- 1975年4月1日 - 現在地に開校。2～5年生が小曽根小学校より移籍。
- 1975年6月9日 - 校章制定。この日を創立記念日とする。
- 1976年4月1日 - 養護学級設置。
- 1976年10月 - 校歌制定。
- 1982年3月 - 校地を拡張。

## 通学区域
- 豊中市 北条町1丁目-4丁目、若竹町1丁目-2丁目[1]。

卒業生は基本的に豊中市立第十六中学校に進学する。

## 周辺
- 豊中市立第十六中学校
- 天竺川
- 高川
- 服部緑地

## 校歌
岸井清純作詞/尾西勝作曲

## 交通
- 阪急宝塚線 服部天神駅 北東へ約1.5km。
- 北大阪急行 緑地公園駅 南西へ約1.6km。
- 阪急バス 北条小学校前バス停（64・91系統）、北条町2丁目バス停（64系統）。